# Fuerza Aérea de la República Islámica de Irán
La Fuerza Aérea de la República Islámica de Irán (en persa: نیروی هوایی ارتش جمهوری اسلامی ایران) es la rama aérea de las Fuerzas Armadas Iraníes. La actual Fuerza Aérea entró en vigor a principios de los años 1980 cuando la antigua Fuerza Aérea Imperial Iraní fue renombrada. No jugó un papel importante en la larga guerra entre Irán e Irak, al estar paralizada por las purgas en sus primeras etapas, y a continuación, fue relegadas a tareas defensivas.
La Fuerza Aérea de la República Islámica de Irán ha intentado con cierto éxito mantener en servicio el gran número de aeronaves de fabricación estadounidense que el país adquirió durante el régimen del Sah. Desde entonces pasó a adquirir material procedente de la Unión Soviética y de China, también adoptó aeronaves capturadas a Irak, así como aeronaves de fabricación nacional, con el fin de mantener una fuerza capaz.

## Historia

### 1950-1979: Era Imperial
La Fuerza Aérea Imperial Iraní (IIAF) era una rama de las Fuerzas armadas imperiales iraníes y fue establecida cerca de Reza Shah en 1920. Llegó a ser operacional con sus primeros pilotos completamente entrenados el 25 de febrero de 1925.
Antes de la revolución islámica, la fuerza aérea constaba de quince escuadrillas de cazas, caza-bombarderos y una escuadrilla de reconocimiento. Además, una escuadrilla de reabastecimiento, cuatro escuadrillas medias, una de transporte que proporcionaron una reserva logística impresionante. Por 1986 se reorganizó la fuerza aérea en ocho escuadrillas de cazas, caza-bombarderos y una escuadrilla de reconocimiento. Esta fuerza reducida fue apoyada por dos escuadrillas de reabastecimiento y cinco de transporte. Unos setenta y seis helicópteros y cinco escuadrillas antiaéreas provistas de misiles (SAM).
Durante los años 70, Irán compró 80 cazas F-14A Tomcat y 740 de los modernos misiles de largo alcance AIM-54 Phoenix, que fueron agregados junto a 166 F-5E y a 190 caza-bombarderos  F-4E, dio a Irán una capacidad ofensiva-defensiva muy fuerte. Antes del final de su reinado, el Shah había dispuesto la compra de un número aproximado de 150 unidades de F-16 y compartir los costos del proyecto de los F/A-18 Hornet de la marina de Estados Unidos. Ambas cosas nunca prosperaron ya que sobrevino la revolución, lo que perjudicó el proyecto de entrega de F-14 al país, cuando sucede la revolución, ya se habían entregado 79 aviones junto a unos 239 a 241 misiles Phoenix, el avión número 80 no llegó a ser entregado y fue adoptado por la marina, para escuela de vuelo TOP GUN, como agresor en los ejercicios.

### 1979: Revolución iraní
Tras más de 3 décadas de dominio monárquico, los ciudadanos del pueblo iraní se alzaron en contra del régimen del Sha, de inmediato las calles se llenaron de manifestantes y pronto el Sha y su familia huyeron del país, haciendo que los partidarios de la Revolución Iraní tomaran el poder causando la ruptura total de relaciones con occidente y oriente, el Ayatola Jomeini fue el líder de este nuevo régimen y llevó a cabo el arresto de muchos miembros de las fuerzas armadas.
Después de la Revolución iraní en 1979 fue retitulado como Fuerza Aérea de la República islámica de Irán (IRIAF).
Una serie de purgas y retiros forzados provocaron que la mano de obra del servicio se redujera a la mitad entre febrero de 1979 y julio de 1980, lo que dejó a la IRIAF mal preparada para la guerra entre Irán e Irak (también llamada "primera guerra del golfo Pérsico"). 

### 1980-1988: guerra entre Irán e Irak
Esta guerra fue entre los años 1980-1988, por la enemistad de los países provocando principalmente un gran enfrentamiento en sus respectivas fuerzas aéreas.
El 22 de septiembre de 1980, Irak lanza ataques aéreos sorpresa contra ocho grandes bases aéreas iraníes y otras cuatro instalaciones militares, lanzadas en la tarde del 22 de septiembre de 1980, fueron una completa sorpresa y causaron una conmoción en el IRIAF, aunque gracias a las lecciones aprendidas de los israelíes, los miembros de la Fuerza Aérea construyeron búnkeres fortificados en donde fueron ocultados y protegidos la mayoría de sus aparatos más capaces, el resultado fue que, solo varios F-4D y algunos F-5E fueron destruidos o dañados en tierra, aunque pronto los iraquíes se darían cuenta de su error.
Los iraníes rápidamente armaron a sus aviones y devolvieron al servicio a muchos de sus más experimentados pilotos (muchos estaban arrestados, encerrados o fueron retirados del servicio en una jubilación anticipada), por lo que respondieron con la operación Kaman-99 que involucró 206 aviones F-4, F-5 y F-14.

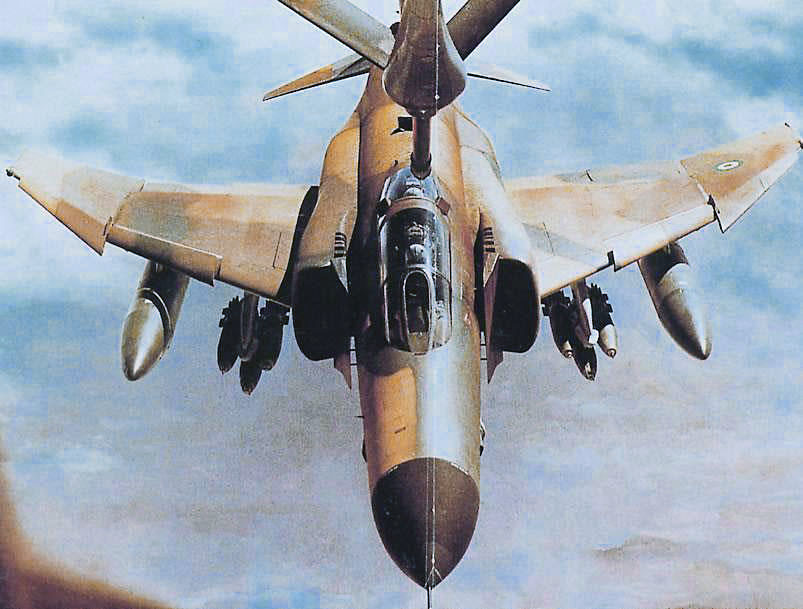
Un F-4E Phantom II iraní se reabastecimiento de combustible a través de un Boeing KC-707, durante la guerra entre Irán e Irak.

El 23 de septiembre de 1980, Irán lanzó la Operación Kaman 99, con 40 F-4D/E Phantom II, armados con las bombas Mark 82, Mark 83 y Mark 84 y misiles AGM-65 Maverick, despegaron de Hamadan. Después de reabastecerse de combustible en el aire, los Phantom llegaron a la capital iraquí, Bagdad, donde atacaron: las bases aéreas de al-Rashid, al-Habbaniyah y al-Kut. Mientras tanto, ocho F-4 más despegaron de Teherán y lanzaron un segundo ataque a la base aérea de al-Rashid. Irán procedió a lanzar 58 F-5E Tiger II desde Tabriz, que fueron enviados para atacar la base aérea de Mosul. Después del ataque a la base aérea de Mosul, se enviaron otros 50 F-5E para atacar la base aérea de Nasiriya, que resultó gravemente dañada.
Como todos los 148 F-4 y F-5 iraníes habían sido enviados para un bombardeo en Irak, 60 F-14 Tomcats se apresuraron a defender el espacio aéreo iraní contra una posible represalia iraquí. Los F-14 iraníes lograron derribar 2 MiG-21 iraquíes (1 MiG-21RF y 1 MiG-21MF) y 3 MiG-23 iraquíes (MiG-23MS), un F-5E iraní también derribó un Su-20 iraquí durante la operación. Los MiG-23 iraquíes lograron destruir 2 F-5E, mientras que los MiG-21 iraquíes también derribaron 2 F-5E. Los iraquíes también derribaron por error uno de sus propios bombarderos estratégicos Il-76MD con un SAM S-125 Neva/Pechora.
Sin embargo, los iraquíes estaban bien preparados para el ataque y habían trasladado la mayor parte de su fuerza aérea a otros países árabes, como Arabia Saudita, lo que aseguraba que la mayoría de la Fuerza Aérea Iraquí sobreviviera a la operación.
Saddam Hussein y el ejército iraquí recibieron un duro golpe cuando las vulnerabilidades de la Fuerza Aérea iraní no se materializaron. Todas las bases aéreas iraquíes cercanas a Irán estuvieron fuera de servicio durante semanas y, según Irán, la eficiencia aérea de Irak se redujo en un 55%. Esto permitió a los iraníes reagruparse y prepararse para la próxima invasión iraquí.
Aunque las tasas de preparación de la IRIAF aumentaron significativamente en los meses siguientes, su papel e influencia general disminuyeron, ya que el gobierno administrativo priorizó los recursos para las milicias del Cuerpo de la Guardia Revolucionaria Islámica (CGRI) y al mismo tiempo intentó desarrollar un brazo aéreo separado para este servicio.
Después de la exitosa liberación de la mayoría de las áreas iraníes capturadas por los iraquíes en la primera mitad de 1982, la situación de la IRIAF cambió completamente. Desde un brazo aéreo que era ofensivo por naturaleza, fue relegado en gran parte a la defensa aérea y ataques de bombardeo relativamente poco frecuentes contra objetivos de importancia industrial y militar dentro de Irak. Simultáneamente, la IRIAF tuvo que aprender como mantener operativa su gran flota de aviones y helicópteros construidos en los Estados Unidos sin ayuda externa, debido a las sanciones estadounidenses. Los iraníes comenzaron a establecer su propia industria aeroespacial, basándose principalmente en equipos anticuados comprados en los EE. UU. En la década de 1970. sus esfuerzos en esto permanecieron en gran parte sin ser reconocidos hasta hace poco.
Pronto la IRIAF debió entablar combate contra nuevos y mejorados cazas de Irak, los iraquíes usaron sus cazas MiG-25P/PD y Mirage F-1EQ para enfrentar a los aviones iraníes, que pronto ante la clara superioridad numérica y tecnológica  empezaron a sufrir muchas bajas como F-4, F-5 y algunos F-14, la flota de cazas de Irán pronto se fue reduciendo y los bombardeos y ataques pronto fueron cada vez mayor, pronto los iraníes se batieron e una guerra de desgaste mayor.
Los mayores problemas para los F-4, F-5 en los enfrentamientos con los MiG-25 y Mirage F1, era su clara desventaja tecnológica, en el caso de los F-4 estos portaban misiles de medio alcance como el AIM-7E-2 Sparrow y de corto alcance con el AIM-9J Sidewinder que al principio del conflicto superaban ampliamente a los misiles R-3 y R-23 que usaban los iraquíes, pero la llegada de estos nuevos aparatos armados con misiles como el Matra Super 530 y el Bisnovat R-40, superó ampliamente al AIM-7 y por contrapartida los misiles Matra Magic I/II de los F-1 y los Molniya R-60 de los MiG-25 superaron en forma muy radical al AIM-9, dejando al F-4 en una marcada desventaja, por ello entre el periodo de 1983-1987, los F-4 perdieron entre 40 a 67 aparatos (según la fuente), en el caso de los F-5 el caso era mucho peor, al ser un caza ligero, su capacidad de combate radicaba en combates a corta distancia y al estar limitado solo dos misiles de corto alcance en el combate más allá del alcance visual, sus debilidades se hacían enormes, por lo que pronto cuando este tipo empezó a sufrir grandes pérdidas fue relegado a misiones de apoyo cercano y defensa aérea de las bases, aun así la experiencia también hizo valer el coraje de los pilotos iraníes que derribaron algunos F1 y MiG-25, pero al final el enorme desbalance hizo que Irán, entregara las tareas de combate aire-aire a los escuadrones de F-14 Tomcat.
Durante 1984 y 1985, la IRIAF se enfrentó a un oponente siempre mejor organizado y equipado, ya que la Fuerza Aérea Iraquí, reforzada por las entregas de bombarderos avanzados de Francia y la Unión Soviética, lanzó numerosas ofensivas contra las bases aéreas iraníes y militares. Bases, infraestructuras industriales, centrales eléctricas, centros de exportación de petróleo y centros de población. Estos se hicieron más conocidos como "La guerra del petrolero" y "La guerra de las ciudades". Para defenderse contra un número cada vez mayor de ataques aéreos iraquíes, la IRIAF se apoyó en gran medida en su gran flota de cazas interceptores Grumman F-14 Tomcat. Los Tomcats se desplegaron principalmente en defensa de la importante isla de Khark (centro principal de las exportaciones de petróleo de Irán) y Teherán. Más de 300 enfrentamientos aire-aire contra combatientes de IQAF, bombarderos y bombarderos, se pelearon solo en estas áreas entre 1980 y 1988, los F-14 eran los únicos que podían enfrentarse a los nuevos aviones iraquíes, puesto que con sus misiles y radares podían enfrentarse y destruir tranquilamente a muchos interceptores iraquíes.

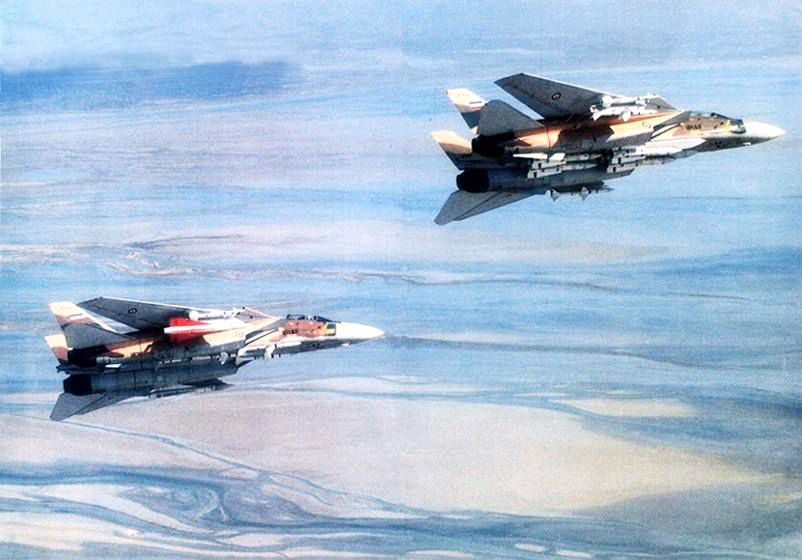
Dos Cazas F-14A Tomcat de la Fuerza Aérea de Irán armados con múltiples misiles: el avión de la derecha lleva cuatro AIM-54 Phoenix, dos AIM-7 Sparrow, dos AIM-9 Sidewinder y un MIM-23 Hawk modificado. Considerados en occidente como "Fuera de Servicio" la flota de Tomcat de Irán estuvo volando siempre durante la guerra.

Los F-14 de Irán, equipados con misiles AIM-54 Phoenix y con su radar AN/AWG-9, capaces de identificar y de destruir seis blancos simultáneamente en un rango de más de ochenta a cien kilómetros, aplicaron un duro golpe a la Fuerza Aérea Iraquí (IQAF), en los primeros días de la guerra, los aviones iraníes lograron la superioridad aérea durante las primeras operaciones aérea, esto hizo que la IQAF se viera forzada dispersar sus aviones hacia Jordania y Omán. La capacidad aérea de los F-14 y  F-4 fue potenciada por la adquisición de una escuadrilla de nodrizas Boeing 707, de tal modo que permitió extender su radio de combate a 2.500 kilómetros. Sin embargo, la guerra empezó a pasar factura a los F-14, que pronto por la enorme cantidad de enfrentamientos con los iraquíes, surgiría una escasez de misiles Phoenix y aún peor, repuestos. Los F-14 antes del inicio de la guerra habían tenido gran cantidad de recambios y repuestos, debido a que cada aparato recibió 4 toneladas de recambios, sin embargo, estos pronto empezaron a escasear para 1982, cuando la IRIAF se enfrentó a una enorme guerra de desgaste con la IQAF, por lo que Irán se vio obligado a pagar grandes sumas de dinero a contrabandistas en el mercado por piezas de repuesto para sus F-14. Aunado a esto la escasez de misiles Phoenix fue cada vez mayor, de un número de 241 misiles en 1980, ya para 1986 solo quedaban 50, los iraníes empezaron a buscar una solución dentro de su propio arsenal (ya que las sanciones hechas por USA, impedían la adquisición de más misiles), se decidió la adaptación de misiles MIM-23 Hawk a los F-14 y pronto se iniciaron las pruebas, logrando adaptar el misil al aparato, siendo que los Hawk serían utilizados por los Tomcat en el resto de la guerra, los F-14 derribaron a una enorme cantidad de aviones iraquíes, siendo que para el final del conflicto los escuadrones de F-14 reclamaron la destrucción de 154 aviones iraquíes durante todo el conflicto a cambio de perder unos 20 aparatos en combate y en accidente.
Durante la mitad del conflicto, China y Corea del Norte con sus políticas independientes en ventas de armas, eran los únicos países que querían vender aviones a Irán. Irán había adquirido dos entrenadores chinos Shenyang J-6 en 1986. Los informes sin confirmar en 1987 indicaron que Irán habría recibido F-6 (Mig-19SF construidos en China), y que los pilotos iraníes recibían el entrenamiento en Corea del Norte. La única adquisición substancial fue la compra de Pilatus PC-7 a Suiza. Irán solicitó tres transportes Kawasaki C-1 y un sistema de radar de defensa aérea 3D a Japón, pero esta transacción no se habría materializado hasta 1987. Los informes también indicaron que Irán había puesto en la Argentina una pedido para adquirir treinta helicópteros Hughes 500D.
Ante el hecho de que no pudo obtener reemplazos para los equipos perdidos en lo que se convirtió en una guerra de desgaste contra Irak, la IRIAF siguió orientada a la defensa durante el resto del conflicto, conservando sus activos supervivientes como una "fuerza de ser". Desde mediados de 1987, la IRIAF se vio confrontada también con combatientes de la Armada de los Estados Unidos sobre el Golfo Pérsico. Una serie de enfrentamientos ocurridos entre julio de 1987 y agosto de 1988 extendieron al límite los activos disponibles de la IRIAF, agotando su capacidad para defender el espacio aéreo iraní contra los ataques aéreos iraquíes.
Antes de 1987, la Fuerza Aérea hizo frente a una aguda escasez de piezas de repuesto y equipos de reemplazo. Posiblemente 35 de los 190 Phantom quedaban operativos en 1986. Un F-4 había sido derribado por un F-15 de Arabia Saudita, y dos pilotos habían desertado a Irak con su F-4 en 1984. El número de F-5 disminuyó de 166 quizás a 45, y de 77 F-14 Tomcat quizás a 10.
La guerra, también trajo a los pilotos de ambos bandos, la oportunidad de convertirse en as de guerra, los pilotos iraníes de F-14, fueron los que más victorias aéreas reclamaron, uno de estos pilotos de Tomcat, el teniente Jalil Zandi, se convirtió en el mejor piloto de F-14 Tomcat, anotando 11 victorias aéreas confirmadas por fuentes occidentales, siendo el segundo mayor as de aviones supersónicos del mundo, solo por detrás del israelí Giora Epsteins con 17 victorias a bordo de Mirage-III/IAI Nesher, siendo de los pilotos con más victorias aéreas desde la guerra de Corea.

### Período posterior a la guerra entre Irán e Irak

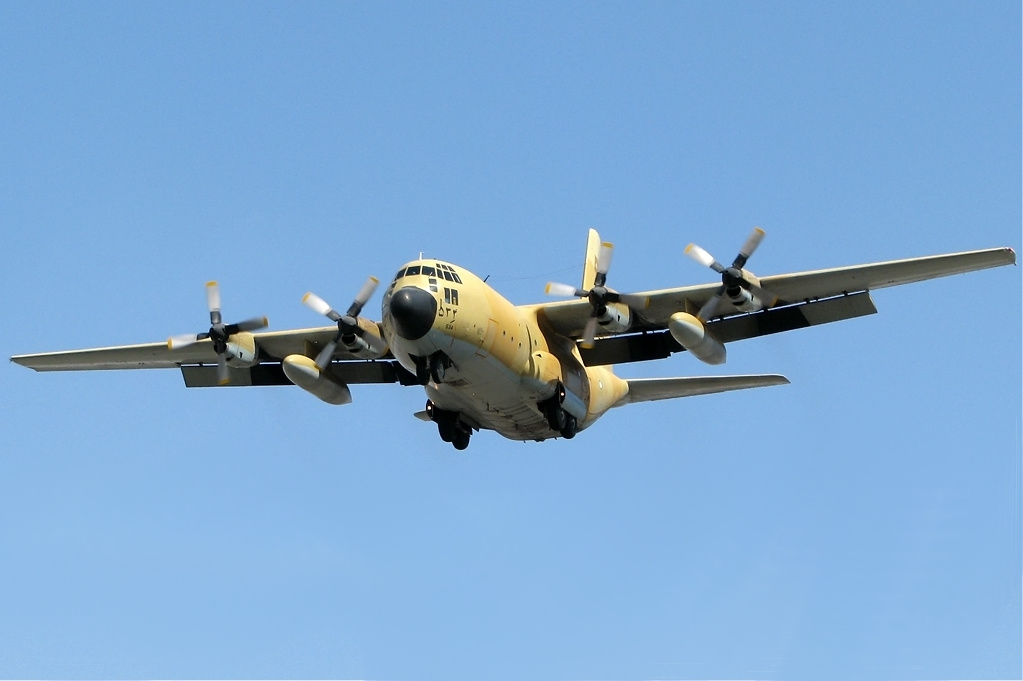
Un C-130 iraní en 2010

Inmediatamente después del fin de la guerra iraní-iraquí, la IRIAF fue parcialmente restituido mediante compras limitadas de cazas rusos MiG-29 y bombarderos Su-24, además de F-7 Skybolt y FT-7 chinos. Mientras se hacía esta restitución, todas las fuentes hablan que Irán ha querido mantener en activo los aviones estadounidenses que tenía en su poder, los F-4 Phantoms, los F-14 (convirtiéndose en la única fuerza aérea que los mantiene) o los F-5. No solo ha intentado mantenerlos sino que ha mantenido proyectos para actualizarlos y reconvertirlos.

### 1990: guerra del Golfo
En 1991 durante la guerra del Golfo, numerosos pilotos iraquíes volaron con aviones de la Fuerza Aérea Iraquí a bases iraníes para evitar que las fuerzas de la coalición los destruyeran. Los iraníes nunca devolvieron estas naves, poniéndolas en servicio dentro de la propia IRIAF y reclamando que eran una indemnización por los costes de la guerra iraní-iraquí. Entre los aviones se incluían varios cazas e interceptores entre Mirage F-1EQ-5, Mig-25RB/PD Foxbat, Mig-21MF/BIS Fishbeds, MiG-27S Flogger, Su-24 Fencer, Mig-29S Fulcrum, Su-20s, Su-17, Su-25 Froogfot, Mig-23ML Flogger y un número indeterminado de Il-76, entre ellos varios prototipos.

### 2000
En 2006, después de que los medios iraníes publicaran la posibilidad de comprar 21 F-16 a la República de Venezuela, un asesor de Hugo Chávez confirmó que se estaba barajando esa posibilidad ante el embargo de armas que estaba sometiendo Estados Unidos a Venezuela. En respuesta, Sean McCormack, del Departamento de Estado de los Estados Unidos advirtió a Venezuela que "sin el consentimiento escrito de los Estados Unidos, Venezuela no podía transferir estas naves a un tercer país".

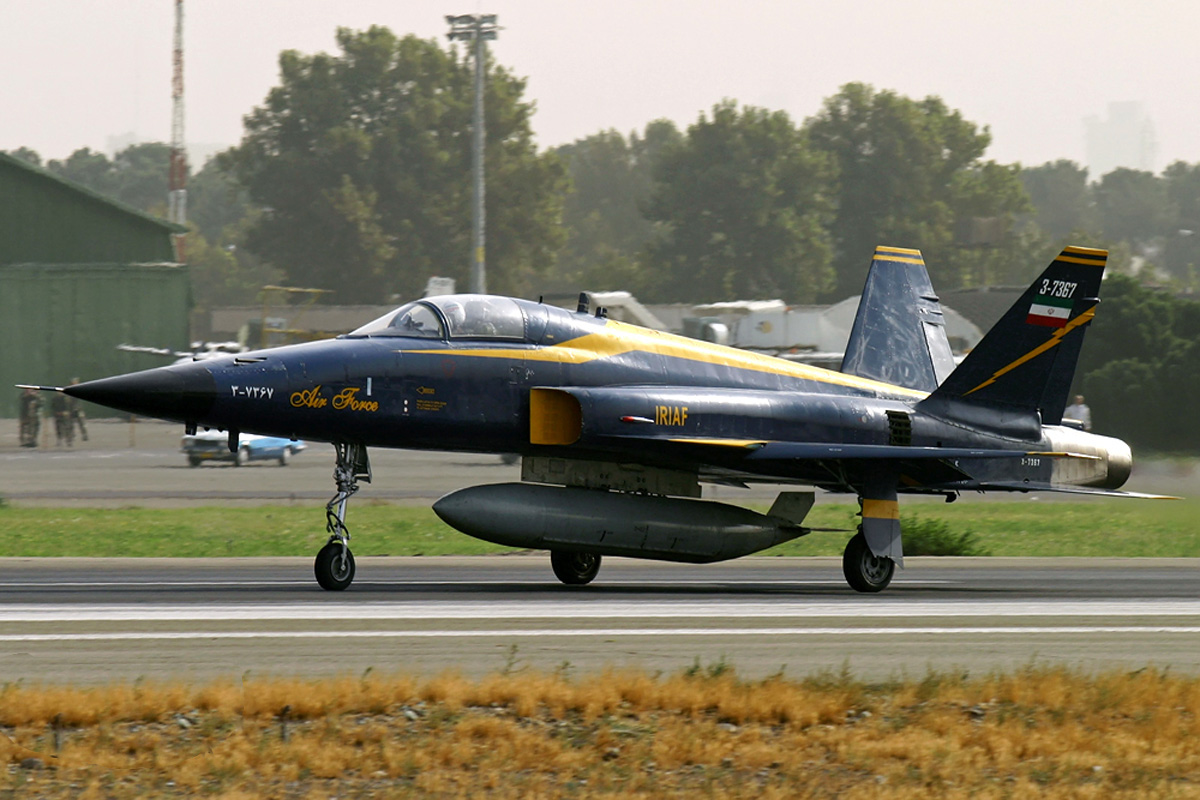
HESA Saeqeh de fabricación iraní, despegando de una pista en una base de Irán.

De acuerdo con la revista Moscow Defense Brief, Rusia ha enviado 6 cazas Sukhoi Su-25 de ataque terrestre-entrenadores, 12 Mil Mi-17 helicópteros de transporte, 21 Mi-171 y 3 Mi-17B-5 (helicópteros médicos) a Irán entre 2000 y 2006. Además ha realizado reparaciones y programas de modernización por valor de 700 millones de dólares a los MiG-29 y Su-24 de la Fuerza Aérea Iraní.
El 22 de septiembre de 2009, un Il-76 se estrelló contra un F-5E en un desfile militar matando a las 7 personas a bordo

### 2010
En 2011 se frustró un intento de unos empresarios españoles de vender a las Fuerzas iraníes 9 helicópteros de combate Esto hace pensar que cada vez Irán tiene más complicado encontrar un sistema para reponer su armamento debido al bloqueo.
En 2014 Irán interviene en la Guerra contra el Estado Islámico de 2014 bombardeando posiciones del EI en Irak, sin la supervisión de Estados Unidos. Irán utilizó F-4 Phantom para atacar dichos objetivos.

## Composición actual
La composición de la FAI ha cambiado muy poco desde 1979. El primero, fue una limitada recolocación de varias unidades, incluyendo el desmantelamiento de algunos, y el establecimiento de nuevos escuadrones. Desde 1985 no ha habido una gran reestructuración, que aún hoy se mantiene.
Las capacidades técnicas y de combate de la FAI están fuertemente influenciadas por la Fuerza Aérea Iraquí, durante los años 1980s, pero también por la Fuerza Aérea de los Emiratos Árabes Unidos.

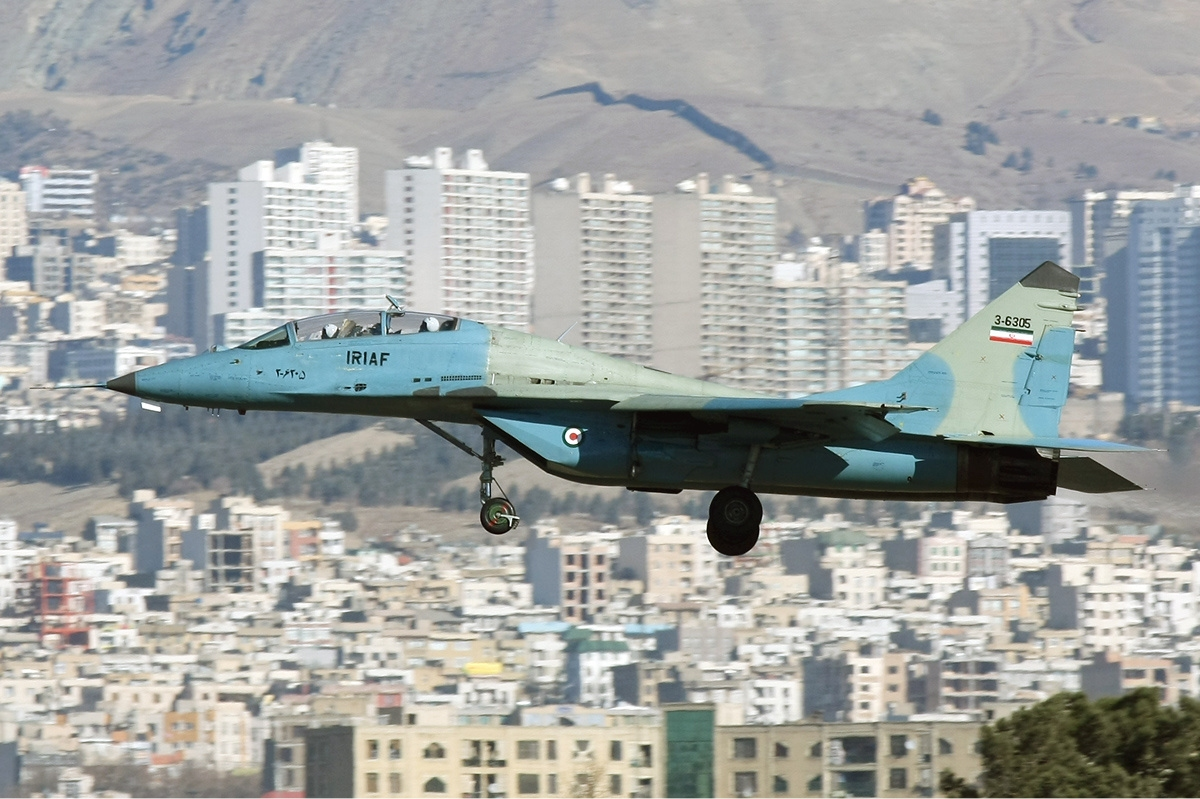
Un Mig-29UB de la Fuerza Aérea Iraní en 2011.

## Bases
La jefatura de la Fuerza Aérea está situada en la base aérea de Doshan Tapeh, cerca de Teherán. La base aérea más grande de Irán, Mehrabad, fuera de Teherán, era también el aeropuerto civil principal del país. Otras bases aéreas importantes se sitúan en Tabriz, Bandar Abbas, Shahroki, Vahdati, Shiraz, y Bushehr. Las bases de Ahvaz,  Khatami, y Bandar Beheshti también han llegado a ser operativas. Mehrabad es la base de mantenimiento de la Fuerza Aérea.
Bases:
- Aeropuerto Internacional de Mehrabad
- Aeropuerto Internacional de Tabriz
- Base Aérea Shahrokhi
- Base Aérea Omidiyeh
- Base Aérea Vahdati
- Aeropuerto de Bushehr
- Aeropuerto Internacional de Shiraz
- Base Aérea Khatami
- Aeropuerto Internacional Bandar Abbas
- Base Aérea Chahbahar
- Base Aérea Ghale Morghi
- Base Aérea Doshan Tappeh
- Aeropuerto Internacional Zahedan
- Aeropuerto Internacional Mashhad

## Adquisiciones fallidas o en progreso

### Su-30
El Jerusalem Post informó que Irán firmó un acuerdo de armas con el grupo de armas ruso Rosoboronexport para comprar 250 aviones de combate Su-30MKM y 20 cisternas aéreas Il-78 MKI. Se informó que los funcionarios de la defensa israelí estaban investigando el posible acuerdo entre Irán y Rusia, en el cual Irán pagaría mil millones de dólares por una docena de escuadrones de aviones. Irán y Rusia han negado esto y han rechazado estas afirmaciones como propaganda. En una transmisión reciente, la "Agencia de Noticias Mehr" informó que ellos (los reporteros) vieron una docena de Su 30s en una maniobra que tuvo lugar los días 15 y 16 de septiembre de 2008; Además, el informe dice: "En esta maniobra conjunta de IRIAF y AFAGIR, que se llama 'Guardianes de los Cielos de las Naciones', las Fuerzas Aéreas de Irán han probado sistemas desarrollados internamente, así como sistemas adquiridos recientemente (de Rusia y China). " Las duras advertencias de Israel de que podría atacar a Irán en cualquier momento y las tensiones ruso-estadounidenses sobre Georgia han llevado a que Rusia informe de ventas de armas a Irán [cita requerida], pero hasta ahora no se han revelado detalles por ninguna de las partes.

### J-10
La agencia de noticias rusa Novosti informó que Business & Financial Markets dijo que Irán firmó un acuerdo con China para comprar dos escuadrones/24 de aviones de combate J-10 con motores AL-31FN de fabricación rusa. El costo total de los aviones se estima en 1.000 millones de dólares, y se esperan entregas entre 2008 y 2010. China negó haber aceptado vender sus aviones de combate de cosecha propia a Irán, y dijo que no se han realizado conversaciones. El portavoz del Ministerio de Relaciones Exteriores, Liu Jianchao, dijo a los reporteros: "No es cierto, es un informe irresponsable, China no ha tenido conversaciones con Irán sobre los aviones J-10".

### JF-17 Thunder
Según Global Security, en julio de 2003, Chengdu Aircraft Industrial Corporation (CAIC) dio a conocer al público el nuevo 'Super-7' o avión de combate Chao Qi, China supuestamente recibió órdenes de Irán. El avión, ahora llamado FC-1, es una versión de exportación del JF-17 Thunder y entró en producción en 2006. A partir de 2014, Irán no ha recibido ningún avión de ese tipo.

## Inventario

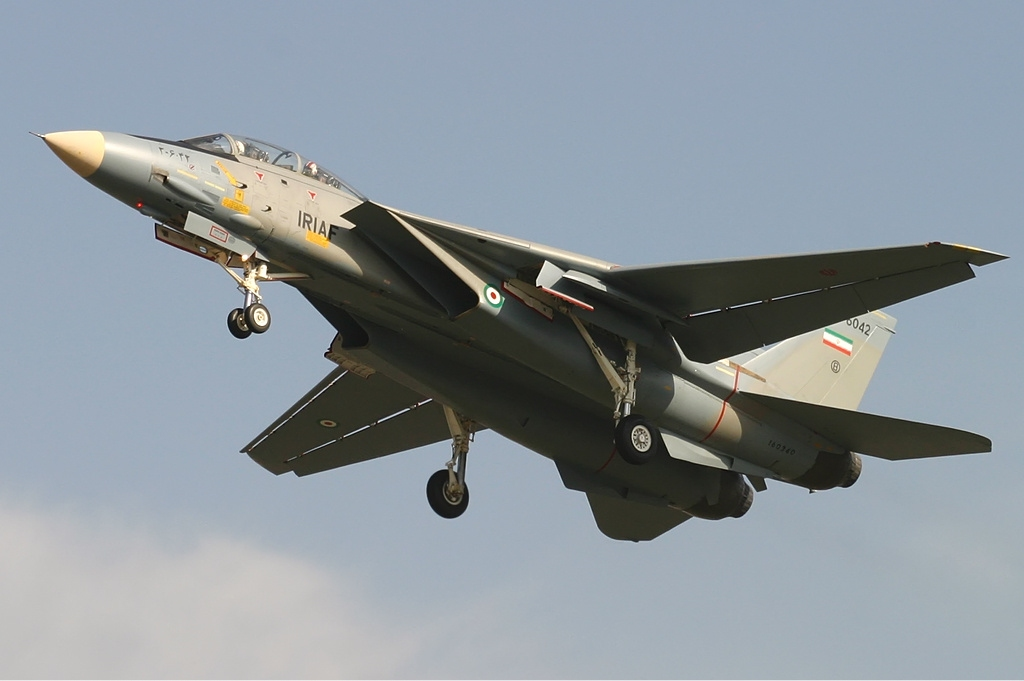
Un F-14A Tomcat iraní, principal caza de superioridad aérea de la IAF, en la actualidad.

| Aeronave                    | Procedencia             | Tipo                                        | Entrada en servicio     | Origen/designación      | Nº de aeronaves en servicio | Estado |
| Aeronaves en desarrollo     | Aeronaves en desarrollo | Aeronaves en desarrollo                     | Aeronaves en desarrollo | Aeronaves en desarrollo | Aeronaves en desarrollo     | Aeronaves en desarrollo |
| --------------------------- | ----------------------- | ------------------------------------------- | ----------------------- | ----------------------- | --------------------------- | --- |
| Qaher-313                   | Irán                    | Caza de Superioridad Aérea de 5a generación | n/d                     | n/d                     | n/d                         | n/d |
| Aeronave no indentificada   | Irán                    | Avión furtivo                               | n/d                     | n/d                     | n/d                         | En servicio |
| Cazas de Superioridad Aérea |                         |                                             |                         |                         |                             | |
| F-14 Tomcat                 | Estados Unidos          | Superioridad Aérea                          | 1974–1979               |                         | 41                          | [ 18 ] [ 19 ] [ 20 ] |
| MiG-29S/MiG-29SU            | Unión Soviética/ Rusia  | Superioridad Aérea                          | 1988                    |                         | 24                          | |
| Cazabombarderos             |                         |                                             |                         |                         |                             | |
| F-4D/E Phantom II           | Estados Unidos          | Cazabombardero                              | 1960s                   |                         | 63                          | En servicio |
| Mirage F-1EQ                | Francia                 | Cazabombardero                              | 1991                    |                         | 12                          | Recibidos de las deserciones de la guerra del Golfo |
| Ataque a tierra             |                         |                                             |                         |                         |                             | |
| Sukhoi Su-24                | Rusia                   | Bombardero medio                            | 1991                    |                         | 23                          | |
| Sukhoi Su-25                | Rusia                   | Ataque a tierra                             | N/A                     |                         | 13                          | 7 adquiridos durante deserciones de la aviación iraquí en la Guerra del golfo de 1991, 6 comprados a Rusia |
| Multifunción                |                         |                                             |                         |                         |                             | |
| HESA Saeqeh                 | Irán                    | Caza                                        | 2007–presente           |                         | 24                          | desarrollado del Northrop F-5 |
| HESA Azarakhsh              | Irán                    | Cazabombardero                              | 1997–2001               |                         | 30                          | desarrollado del Northrop F-5 |
| UAVS                        |                         |                                             |                         |                         |                             | |
| GAI Ababil                  | Irán                    | Observación Ataque                          |                         |                         |                             | |
| Mohajer                     | Irán                    | Observación estratégica                     |                         |                         |                             | |
| Karrar                      | Irán                    | Observación Ataque                          |                         |                         |                             | en desarrollo |
| Zohal                       | Irán                    | Observación V/STOL                          |                         |                         |                             | en desarrollo |
| Ghods Saeghe                | Irán                    | Blanco                                      |                         |                         |                             | |
| RQ-170                      | Estados Unidos          | Observación estratégica                     |                         |                         | 2                           | Un primer aparato interceptado en una misión de espionaje, un segundo aparato copiado del primero mediante ingeniería inversa. |
| Scan Eagle                  | Estados Unidos          | Observación estratégica                     |                         |                         | 1                           | Capturado en una misión de reconocimiento. |
| Helicópteros                |                         |                                             |                         |                         |                             | |
| Panha Shabaviz 2061         | Irán                    | Utilitario                                  |                         | AB 206A/AB 212          | 3/5                         | |
| Agusta-Sikorsky AS-61       | Italia                  | Helicóptero rescate                         |                         | AS-61A4                 | 2                           | |
| Shabaviz 2-75               | Irán                    | Transporte medio                            |                         | Bell 214C               | 25                          | |
| Boeing CH-47 Chinook        | Irán                    | Transporte pesado                           |                         | CH-47C                  | 4                           | fabricado por Agusta and Panha |
| Aviones cisterna            |                         |                                             |                         |                         |                             | |
| Boeing 707                  | Estados Unidos          | Tanquero                                    |                         | 707-3J9C                | 10                          | algunos modificados para misiones especiales |
| Boeing 747                  | Estados Unidos          | Cisterna                                    |                         | 747-100F                | 5                           | |
| VIP                         |                         |                                             |                         |                         |                             | |
| Dassault Falcon 20          | Francia                 | VIP                                         |                         |                         | 1                           | |
| Dassault Falcon 50          | Francia                 | VIP                                         |                         |                         | 3                           | |
| Lockheed JetStar            | Estados Unidos          | VIP                                         |                         | JetStar II              | 1                           | |
| Entrenadores                |                         |                                             |                         |                         |                             | |
| Yakovlev Yak-130            | Rusia                   | Entrenador avanzado                         | 2023                    |                         | Número desconocido          | En servicio |
| Embraer EMB 312 Tucano      | Brasil                  | Entrenador básico                           |                         |                         | 15                          | |
| Fajr-3                      | Irán                    | Entrenador                                  |                         | F.3                     | N/A                         | |
| IAMI Parastoo               | Irán                    | Entrenador                                  |                         |                         | 12                          | |
| HESA Simorgh                | Irán                    | Entrenador                                  |                         |                         |                             | |
| Dorna/Tazarv                | Irán                    | Entrenador avanzado                         |                         | N/A                     | 2                           | 25 planeados para 2010 |
| HESA Shafaq                 | Irán                    | Entrenador avanzado                         |                         |                         |                             | |
| Transporte                  |                         |                                             |                         |                         |                             | |
| Fokker F27 Friendship       | Países Bajos            | Transporte logísico                         |                         | F27-400MF27-600         | 113                         | |
| Harbin Y-12                 | China                   | Transporte                                  |                         |                         | 8                           | |
| Ilyushin Il-76              | Rusia                   | Transporte estratégico                      |                         |                         | 15                          | |
| Pilatus PC-6 Porter         | Suiza                   | Transporte                                  |                         |                         | 12                          | |
| Xian Y-7                    | China                   | Transporte táctico                          |                         | Y-7                     | 14                          | |
| Socata TB                   | Francia                 | Transporte                                  |                         | TB 20TB 200             | 6                           | |
| HESA IrAn-140               | Irán                    | Transporte                                  |                         |                         |                             | [ 33 ] |
| Patrulla marítima           |                         |                                             |                         |                         |                             | |
| Lockheed P-3 Orión          | Estados Unidos          | Patrulla marítima                           |                         | P-3F                    | 3                           | 71ASW SQN |
| HESA IrAn-140               | Irán                    | Patrulla marítima                           |                         |                         |                             | [ 33 ] |
| AWACS                       |                         |                                             |                         |                         |                             | |
| Ilyushin Il-76              | Rusia                   | AWACS                                       |                         | Adnan-1                 | 1                           | adquiridos durante deserciones de la aviación iraquí en la Guerra del golfo de 1991 2 Il-76 76AEW Solamente queda uno operacional para transporte al fallar su electrónica la otra aeronave fue destruida en 2009 en un accidente aéreo |
| HESA IrAn-140               | Irán                    | AWACS                                       |                         |                         |                             | [ 33 ] |

## Instalaciones
En los últimos años, se han construido varios aeródromos nuevos en el centro y este de Irán. Algunas de estas instalaciones desde entonces han visto despliegues a gran escala de unidades IRIAF, y ahora parece que al menos dos se convirtieron en "Bases tácticas de combate" (TFB) permanentes. Estas son las primeras bases de este tipo establecidas desde 1979. Excepto nuevos aeródromos, con el apoyo de China, la IRIAF construyó también una serie de nuevos sitios de radar de alerta temprana en todo el país. Sin embargo, su capacidad para controlar el espacio aéreo nacional sigue siendo limitada, principalmente debido al terreno accidentado y la falta de activos de alerta temprana en el aire.
Además de mantener 14 TFB, el IRIAF opera numerosos destacamentos temporales en varios aeródromos menores en todo el país. El ex Mirage  F-1EQ iraquíes, generalmente con sede en TFB.14, cerca de Mashhad, se vio con frecuencia en el Golfo Pérsico, en 2005 y 2006.

## Fuerza de Misiles y cohetes
El 8 de marzo de 2009, Irán declaró que ha armado con éxito algunos de sus aviones de combate de primera línea con misiles aire-tierra de largo alcance fabricados en el país, que son capaces de alcanzar objetivos dentro de un rango de más de 110 kilómetros en el mar.

## Operaciones principales
Guerra entre Irán e Irak:
- Operación Kaman 99: el mayor ataque aéreo de Irán durante la guerra entre Irán e Irak con una fuerza de más de 140 aviones.
- Operación Scorch Sword: Un ataque aéreo iraní en un reactor nuclear iraquí en construcción.
- Ataque a H-3: La operación más audaz del IRIAF en Irak
- Operación Pearl: una exitosa operación conjunta de la fuerza aérea y la armada iraníes en el Golfo Pérsico contra la fuerza aérea y la armada iraquíes.
- Operación Sultán 10: una operación para perturbar la entrega y entrenamiento de nuevos aviones de combate franceses a la fuerza aérea iraquí durante la guerra Irán-Irak.